# قطعنامه ۲۳۹ شورای امنیت
قطعنامه  ۲۳۹ شورای امنیت سازمان ملل متحد که در تاریخ ۱۰ ژوئیه ۱۹۶۷ تصویب شد، سندی بین‌المللی دربارهٔ سوالی راجع به جمهوری دموکراتیک کنگو است. این قطعنامه طی نشست ۱۳۶۷ام 
با ۱۵ موافق،۰ مخالف و۰ ممتنع تصویب شد.